# Psyllaephagus morulus
Psyllaephagus morulus är en stekelart som beskrevs av Sharkov 1995. Psyllaephagus morulus ingår i släktet Psyllaephagus och familjen sköldlussteklar. Inga underarter finns listade i Catalogue of Life.